# Дарницкий
Хляб „Дарницкий“ е традиционен руски ръжено-пшеничен хляб, произведен с естествена закваска (стартер, квас), малцов екстракт, сол и вода, хармонично съчетаващ полезните свойства на ръжта и пшеницата. Притежава типичен сиво-кафеникав или сиво-кремав цвят и ярко наситени аромат и вкус с характерна киселинност.
Този хляб е широко разпространен в Русия, Украйна, Беларус и други страни от бившата СССР, в които е един от любимите. Често е наричан „Тухличката“, заради неговата структура и форма.

## История
Историята на този хляб не е ясна. Някои вярват, че идва от киевската провинция Дарница, други, че рецептата за хляб „Дарницки“ е изобретена в ленинградския Левашовски хлебозавод (понастоящем Хлебозавод № 11), през 30-те години на ХХ век, като е произвеждан по време на обсадата на града през Втората световна война. Традиционната технология на производство е запазена и в наши дни, като според съветският стандарт ГОСТ от 1986 година (ГОСТ 26983 – 86), един хляб „Дарницкий“ трябва да има тегло от 700 грама и срок на годност 72 часа (три дни).